# Elizabethville
Elizabethville és una població dels Estats Units a l'estat de Pennsilvània. Segons el cens del 2000 tenia 1.344 habitants.

## Demografia
Segons el cens del 2000, Elizabethville tenia 1.344 habitants, 579 habitatges, i 353 famílies. La densitat de població era de 961 habitants per quilòmetre quadrat.
Dels 579 habitatges en un 29,7% hi vivien nens de menys de 18 anys, en un 47,7% hi vivien parelles casades, en un 9,7% dones solteres, i en un 39% no eren unitats familiars. En el 33% dels habitatges hi vivien persones soles el 16,4% de les quals corresponia a persones de 65 anys o més que vivien soles. El nombre mitjà de persones vivint en cada habitatge era de 2,26 i el nombre mitjà de persones que vivien en cada família era de 2,91.
Per edats la població es repartia de la següent manera: un 23,1% tenia menys de 18 anys, un 8,5% entre 18 i 24, un 28,8% entre 25 i 44, un 20,8% de 45 a 60 i un 18,8% 65 anys o més.
L'edat mediana era de 37 anys. Per cada 100 dones de 18 o més anys hi havia 84,5 homes.
La renda mediana per habitatge era de 31.406 $ i la renda mediana per família de 40.625 $. Els homes tenien una renda mediana de 34.659 $ mentre que les dones 25.054 $. La renda per capita de la població era de 18.077 $. Entorn del 6,6% de les famílies i el 8,7% de la població estaven per davall del llindar de pobresa.

## Poblacions més properes
El següent diagrama mostra les poblacions més properes.